# Hospital de Górliz
El Hospital de Górliz es un hospital público de Vizcaya, que se encuentra dentro del Servicio Vasco de Salud-Osakidetza.

## Historia
Se abrió en el 1919, y es uno de los hospitales más antiguos de todo el País Vasco. En aquel tiempo, solamente era para niños con tuberculosis en los huesos. Se construyó porque recibía mucho sol y yodo. Fue hospital infantil hasta el final de la década de 1980.
Hoy en día, este hospital atiende a pacientes con enfermedades crónicas, especializado en problemas neurológicos, con ayuda de la rehabilitación.